# Ville à statut spécial
Une ville à statut spécial (en ukrainien : місто зі спеціальним статусом ; anciennement « ville de subordination républicaine ») est un statut particulier conféré à deux des vingt-sept régions administratives d'Ukraine que sont les villes de Kiev et de Sébastopol. Le statut administratif de ces villes est reconnu par la constitution ukrainienne dans le chapitre IX intitulé « Structure territoriale de l'Ukraine » et elles sont gouvernées selon les lois adoptées par le Parlement ukrainien.

## Détail
Bien que Kiev soit la capitale nationale de l'Ukraine et la capitale de sa propre région administrative, la ville sert aussi de centre administratif de l'Oblast de Kiev. L'oblast entoure entièrement la ville, faisant de cette dernière une enclave.
Sébastopol est administrativement séparée de la république autonome de Crimée, statut qu'elle hérite de son statut de ville fermée qu'elle avait au sein de la république socialiste soviétique d'Ukraine, où elle servait de base pour l'ancienne flotte de la mer Noire soviétique. La ville était le lieu où se trouvait la marine ukrainienne ainsi que la flotte de la mer Noire russe. Depuis la crise de Crimée, la Crimée et Sébastopol sont intégrées à la Russie comme sujets fédéraux, statut déclaré comme illégal par le gouvernement ukrainien et la majorité de la communauté internationale.

## Liste
| Code ISO | Nom                 | Drapeau | Blason                     | Population |
| -------- | ------------------- | ------- | -------------------------- | ---------- |
| UA-30    | Ville de Kiev       |         | Coat of arms of Kiev       | 2,782,016  |
| UA-40    | Ville de Sébastopol |         | Coat of arms of Sevastopol | 380,301    |